# Zorochros assamensis
Zorochros assamensis là một loài bọ cánh cứng trong họ Elateridae. Loài này được Dolin miêu tả khoa học năm 2002.